# FC Derby
FC Derby is een Kaapverdische voetbalclub uit Mindelo, gelegen op het eiland São Vicente. De club werd al drie keer landskampioen.
Samen met CS Mindelense, Académica (Mindelo), GD Amarantes en Castilho deelt de club een stadion.

## Erelijst
Landskampioen
1984, 2000, 2005
Eilandskampioen
1982/83, 1983/84, 1984/85, 1999/00, 2000/01, 2004/05, 2007/08, 2013/14
Beker van São Vicente
2003/04, 2004/05, 2006/07
Super-beker van São Vicente
2004/05
São Vicente Opening Tournament
2000/01, 2010/11

## Bekende spelers
- Colega (2000)
- Ica (2000)
- Tubola